# Casanova (1927)
Casanova ist ein französischer Kostüm- und Ausstattungsfilm aus dem Jahre 1927 mit Iwan Mosjukin in der Titelrolle. Der prachtentfaltende Streifen ist zugleich ein Paradebeispiel für eine russische Exilproduktion in Westeuropa.

## Handlung
Der Film zeichnet, frei von historischer Faktentreue, die wichtigsten Stationen im Leben des legendären, venezianischen Liebhabers nach. Gleich einem Bilderbogen werden Casanovas Liebschaften und Begegnungen mit der Damenwelt in prunkvolle Szenen gefasst. Die geschilderten Wirkungsstationen sind Venedig, Österreich, St. Petersburg und zuletzt erneut Venedig.
In der Lagunenstadt bringt Casanova wegen seines erotischen Lotterlebens rasch die Männerwelt gegen sich auf, weil er den Ehemännern regelmäßig die Frauen ausspannt. Darüber hinaus wird er auch noch der Zauberei beschuldigt. Um diesen lästigen Schürzenjäger loszuwerden, bombardieren die Düpierten, darunter Lord Stanhope, das Oberste Gericht der Stadtrepublik, den Rat der Zehn, solange mit Eingaben, bis man endlich einen Haftbefehl gegen Casanova erlässt. Zu dieser Stunde gibt der Lebemann gerade ein Abschiedsfest zu Ehren der Tänzerin Corticelli, die morgen nach Russland abreisen will. Der die kaum bekleidete Tänzerin zutiefst bewundernde russische Offizier Orloff, in Venedig auf geheimer Mission, wirft der Schönen eine Rose nach der anderen zu, die Casanova in provozierender Weise mit seiner Degenspitze abfängt. Daraufhin forderte der Russe den Venezianer zum Degenduell heraus, bei dem Orloff leicht verwundet wird. Danach ist der Ehre Genüge geleistet, und man verträgt sich wieder. Die Corticelli verspricht ihrem Bewunderer Orloff, eine Zusammenkunft mit ihr in St. Petersburg zu ermöglichen.
Anschließend gedenkt Casanova, sich mit der ihm zugetanen Lady Stanhope zu vergnügen. Der Treffpunkt ist eine Brücke. Dort aber wartet bereits auf ihn ein Abgesandter des Zehnerrates mit einem Haftbefehl. Casanova schlägt den Emissär nieder, springt in den Kanal und schwimmt zum Domizil der englischen Lady. Diese überredet ihn zur Flucht aus Venedig und gibt Casanova, in Anerkennung der geleisteten Liebesdienste, einen Mohrenknaben als Diener mit auf den Weg. Sein erstes Reiseziel auf dem Weg in den Osten ist Österreich. Dort lernt Casanova in einem Gasthaus den Herzog von Bayreuth kennen, in dessen Begleitung sich die als Mann verkleidete Therese befindet. Einst hatte sie der Adelige ihrer Mutter abgekauft. Casanova verliebt sich in das hübsche, junge Mädchen, befreit Therese aus der Hand des Tyrannen, und beide fliehen. Doch die Männer des Deutschen sind schneller, holen beide ein, und Therese gerät erneut in die Fänge des Herzogs. Casanova bleibt gefesselt zurück. Als er sich wieder befreit hat, hält Casanova eine vorbeifahrende Kutsche an und bittet, dass man ihn mitnehmen möge.
An Bord befindet sich der Schneider Dupont, der der russischen Zarin Katharina die neueste Pariser Mode präsentieren soll. An der russischen Grenze begegnet Casanova der Comtesse Maria Mari, der er auf dem Weg nach Russland folgt, nicht ohne in der Nacht zuvor dem Schneiderlein dessen Pass und Gepäck entwendet zu haben. Am russischen Zarenhof wird Casanova als französischer Couturier Monsieur Dupont eingeführt. In Katharinas Gefolge befindet sich Graf Orloff, der Casanova zwar sofort erkennt, ihn aber nicht verrät. Orloff, ganz nebenbei auch Katharinas Liebhaber, hat auch im Moment anderes zu tun, versucht er doch die Zarin dazu zu überreden, endlich ihren despotischen und wahnsinnigen Ehemann Zar Peter vom Thron zu stürzen und ins Jenseits zu befördern. Es kommt schließlich zum Coup, infolgedessen Peter erwürgt im Kerker zurückbleibt. Währenddessen haben sich Casanova und Maria Mari wiedergetroffen und fangen gleich damit an, heftig zu busseln. Dabei werden sie von der eifersüchtigen Zarin überrascht, die wütend befiehlt, Maria Mari mitsamt Gemahl aus Russland ausweisen zu lassen. Casanova hingegen wird verhaftet und soll nach Schloss Peterhof überführt werden.
Der Zufall will es, dass die Kutsche mit Casanova diejenige mit Maria Mari nebst Gatten kreuzt, sodass Casanova in einem Moment allgemeiner Verwirrung die Kutschen wechseln kann, ohne dass dies Marias Mann oder Casanovas Bewacher bemerken. Stattdessen wird nun Casanovas Mohrenknabe nach Peterhof kutschiert. Die Zarin gibt sofort Order, Casanova hinterherzujagen und ihn wieder einzufangen. Doch erneut kann Casanova entkommen; in einem Bauernwagen versteckt, überquert er die russischen Staatsgrenze. Dann schließlich kehrt er nach Venedig zurück. Dort kommt es zur Wiederbegegnung sowohl mit Therese als auch mit Maria Mari. Doch sicher ist der ewige Liebhaber auch hier nicht. Der wütende Gatte seiner Gräfin jagt seine Männer ebenso auf ihn wie der Großfürst, der Therese in ein Kloster einschließen will. Im Zweikampf tötet Casanova den arabischen Despoten und befreit Therese nunmehr endgültig. Da der venezianische Haftbefehl von einst immer noch Gültigkeit besitzt und jetzt auch noch ein mutmaßlicher Mord dazugekommen ist, landet Casanova nunmehr in den Bleikammern der Stadt, sein Todesurteil erwartend. Doch Therese erweist sich als dankbar und schmuggelt eine Säge in sein Verlies. Wieder kann Casanova entkommen, und diesmal fährt ihn ein Segler neuen (erotischen) Abenteuern entgegen.

## Produktionsnotizen
Die Dreharbeiten des überwiegend mit deutschem Geld finanzierten, turbulenten und handlungsreichen Films fanden im Herbst des Jahres 1926 in Venedig statt und endeten im März 1927. Die französische Erstaufführung war im Juni 1927 in Paris, der Massenstart am 13. September 1927. Zu Beginn des Monats Juni soll der Film bereits in London seine Welturaufführung gefeiert haben. Die deutsche Erstaufführung fand am 1. November im Gloria-Palast in Berlin statt;
in Wien, wo es bereits im April 1927 eine Interessentenvorstellung gab, ging Casanova nahezu zeitgleich, am 4. November desselben Jahres, in den Massenstart.
Wie die Österreichische Film-Zeitung in ihrer Ausgabe vom 19. März 1927 schrieb, verfüge „[d]ieses Kolossalwerk (…) über die größte Ausstattung, die jemals für einen Film in Europa aufgewendet wurde.“ Außerdem wurden für einzelne Filmpassagen kolorierte Prunkszenen fotografiert. Um den internationalen Verkauf zu sichern, verpflichteten die beiden in Paris ansässigen exilrussischen Filmproduzenten Gregor Rabinowitsch und Noé Bloch eine internationale Besetzung, zu der aus Deutschland Jenny Jugo und Rudolf Klein-Rogge geholt wurden. Die berühmte Sopranistin Maria Ivogün absolvierte ebenfalls einen kleinen Auftritt. Zu dem Drehbuchkollektiv gesellte sich der gleichfalls beim deutschen Film beschäftigte Starautor Norbert Falk, der bereits über reichlich Kostümfilmerfahrungen (u. a. die prachtentfaltenden Lubitsch-Inszenierungen Madame Dubarry, Anna Boleyn, Das Weib des Pharao) verfügte.
Die Filmbauten entwarf Ivan Lochakoff in Zusammenarbeit mit Produzent Bloch. Anatole Litvak, später Starregisseur in Frankreich und Hollywood, assistierte Regisseur Wolkoff. Auch Boris Bilinski, der die umfangreichen Kostüme kreierte, war ein aus dem revolutionsgeschüttelten Russland geflohener Künstler. Insgesamt waren rund ein Dutzend Exilrussen an diesem aufwendigen Film beteiligt.
Die Szenerien in Venedig mit den Fahrten prächtig geschmückter Gondeln durch die Kanäle bilden den optischen Höhepunkt des über zwei Stunden langen Monumentalwerks. Einige dieser späten Szenen sind handkoloriert.
Für diese Zeit außerordentlich ungewöhnlich, konnte man mehrfach auch kurz nackte Frauenbrüste sehen.
Nach dem Krieg wurde der lange Zeit in Vergessenheit geratene Film 1989 restauriert und am 13. November 1997 auf ARTE erstmals im Fernsehen ausgestrahlt.

## Kritiken
Die Österreichische Film-Zeitung besprach Casanova in ihrer Ausgabe vom 11. Juni 1927 ausführlich: „Als die Aufnahmen zu „Casanova“ gemacht wurden, brachten die französischen und italienischen Zeitungen Wochen hindurch spaltenlange Berichte. Die Pracht der Interieurs, die Monumentalität der Bauten wurden eingehend geschildert. Bild auf Bild erschien, aus denen man sich schon beiläufig eine Vorstellung von der Großartigkeit dieses Films machen konnte, und besonders eingehend wurde der in Venedig stattgefundenen Außenaufnahmen gedacht, für die ein ungeheurer Apparat aufgeboten worden war. Nun, da wir endlich Gelegenheit hatten, „Casanova“ zu sehen, müssen wir uneingeschränkt unsere Bewunderung für die geleistete außerordentliche Arbeit Ausdruck geben und feststellen, daß unsere Erwartungen tatsächlich noch weit übertroffen worden sind. Dieser Film ist in jeder Beziehung ein großer Wurf, szenisch und darstellerisch in gleicher Weise vollendet und in der Großartigkeit seiner Aufmachung wirklich einzig dastehend und kaum mehr zu übertreffen.“
In der Ausgabe vom 30. April 1929 resümierte Mordaunt Hall in der New York Times über den in den USA stark gekürzten Film: “Although some of the episodes are humorously extravagant, the producers have caught the spirit of that eighteenth century Italian poet and adventure. (…) Ivan Mosjoukine is in his element in the rôle of Casanova. He gives to the part of the philanderer a sense of humor and a remarkable conceit concerning his physical appearance and his dexterity with the sword. Diana Karenne is charming as Maria and Suzanne Bianchetti does well as Catherine. Other rôles are suitably cast and capably impersonated.” (deutsch: „Obgleich einige der Episoden erheiternd extravagant sind, haben die Produzenten doch den Geist des italienischen Dichters und Abenteurers aus dem 18. Jahrhundert eingefangen. (…) Ivan Mosjoukine ist mit der Rolle des Casanova ganz in seinem Element. Er fügt seinem Schürzenjäger eine ordentliche Portion Humor zu und erscheint bezüglich seiner physischen Erscheinung und seines Umgangs mit dem Schwert erstaunlich eingebildet. Diana Karenne zeigt als Maria Charme, und Suzanne Bianchetti macht ihre Rolle als Katharina ebenfalls gut. Die anderen Rollen wurden angemessen besetzt und werden auf fähige Weise gespielt.“)
In Oskar Kalbus’ Vom Werden deutscher Filmkunst heißt es: „Diesen Abenteurer hat Alexander Wolkoff in seinem Casanovafilm (1927) mit Iwan Mosjoukin wieder aufleben lassen, nicht im Rahmen eines historischen Filmwerks, sondern eines Kostümfilms, in dem die Phantasie bei der Schilderung des Casanova frei und lustig gespielt hat. Dadurch ist auch alles bezaubernd, leicht und lustig geworden. Ein glänzender Darsteller großen Stils ist Iwan Mosjoukin, abwechselnd leidenschaftlich und zurückhaltend, heiter und ernst. Er lebt Casanova, so dass man sich den Helden mit anderen Zügen als den seinigen nicht mehr vorstellen kann.“
Das Lexikon des internationalen Films schrieb: „Ein schauprächtiger Stummfilm, mit überwältigenden Massenszenen, inszeniert in detailfreudigen Kulissen. Ein Kolossalwerk, das den Zeitgeist des 18. Jahrhunderts auferstehen lassen will. Der zum Teil kolorierte Film wurde 1989 auf Betreiben der Cinémathèque Française restauriert.“